# 広岡信五郎
広岡 信五郎 （ひろおか しんごろう、1841年（天保12年） - 1904年（明治37年））は、日本の実業家。明治・大正期の実業家・広岡浅子の夫。

## 来歴・人物
大坂の豪商・加島屋久右衛門家の8代目当主である広岡久右衛門正饒（まさあつ）の次男として生まれ、隣接する分家・加島屋五兵衛家の3代目当主となる。
明治維新後は、加島屋本家の9代目当主である弟・広岡久右衛門正秋、妻・広岡浅子とともに加島屋の立て直しにあたり、大阪株式取引所（現・大阪取引所）肝煎（現在の取締役）、日本綿花（現・双日）創立発起人、尼崎紡績（現・ユニチカ）社長など数々の要職を務めた。
西本願寺派の代表格信徒家である家系が縁で、船場に創立されたばかりの相愛女学校で参与に就任した。

## 登場する作品
- 古川智映子 『小説 土佐堀川〜女性実業家・広岡浅子の生涯』（1988年、潮出版社） - NHK連続テレビ小説 『あさが来た』 の原案本
- 舞台 『土佐堀川』 - 1990年2月から1ヵ月間、東京宝塚劇場で上演。広岡信五郎役を伊東四朗が演じた（妻・浅子役は八千草薫）

## 備考
- 広岡信五郎が、福王流家元・福王繁十郎より受けた謡の免状が残されている[2]。
- NHK連続テレビ小説 『あさが来た』では、ヒロイン・白岡あさの夫・白岡新次郎を玉木宏が演じた。

## 関連する人物
- 広岡浅子 - 妻 （明治・大正期の実業家、NHK連続テレビ小説 『あさが来た』 のヒロインのモデル）
- 広岡亀子 - 娘
- 広岡恵三 - 娘婿 （大同生命第2代社長）
- 広岡久右衛門正饒 -  父（加島屋久右衛門家・8代目当主）
- 広岡久右衛門正秋 -  弟（加島屋久右衛門家・9代目当主、大同生命初代社長）
- 広岡なつ - 義妹 （正秋の妻）
- 広岡久右衛門正直 -  正秋・なつの娘婿（加島屋久右衛門家・10代目当主、大同生命第3代社長）